# Ierióminskaia
Ierióminskaia - Ерёминская (rus) - és una stanitsa del krai de Krasnodar, a Rússia. Es troba a la vora del riu Txamlik, afluent del Labà, a 22 km a l'est de Labinsk i a 164 km al sud-est de Krasnodar, la capital.
Pertany al municipi de Voznessénskaia.